# Iberig
Der Iberig ist ein 511 m hoher Berg des Tafeljuras am Südwestrand des Siggenbergs in der Gemeinde Untersiggenthal im Kanton Aargau. Teil des Berges ist die Iflue, eine Felswand an der Südwestflanke.

## Name
Das „I“ im Namen deutet auf den Eibenbestand hin, der bis heute am Fluerain und an der Felskante der Iflue existiert und zum Teil unter Schutz gestellt wurde. Der langsam wachsende Nadelbaum wurde früher wegen seines Hartholzes für Bogenwaffen geschätzt, wegen seiner Giftigkeit vor allem für Pferde, die früher in der Waldarbeit eingesetzt wurden, aber gefürchtet und oft ausgemerzt.

## Geologie
Die Landschaft des Siggenthals ist geprägt durch das Flusstal der Limmat und dem sogenannten Wasserschloss, dem Zusammenfluss der drei Flüsse Aare, Reuss und Limmat. Der ebene Talboden steigt in der Regel sanft an auf die Hochflächen des Siggenbergs, dieser fällt gegen Westen an der Iflue schroff ab. Obwohl die Iflue wie eine gebogene Falte aussieht, ist sie Teil des Tafeljuras, dessen Hügelzug die Aare hier zwischen Iflue und Bruggerberg durchbricht. Die Kante der Iflue wird durch Malmkalke des Juras gebildet.

## Flora
Die Iflue weist einen kargen und trockenen Boden mit einer dünnen Humusschicht auf, Voraussetzung für das Vorkommen bemerkenswerter Pflanzen wie Alpen-Bergflachs, Niedriges Habichtskraut und Kalk-Blaugras. Die Iflue bietet helle und warme Standorte und teilweise extreme ökologische Bedingungen. Fernab von den Alpen findet sich hier nicht nur eine Gebirgsflora, die ihr östlichstes Juravorkommen aufweist, sondern auch mehrere Orchideenarten.

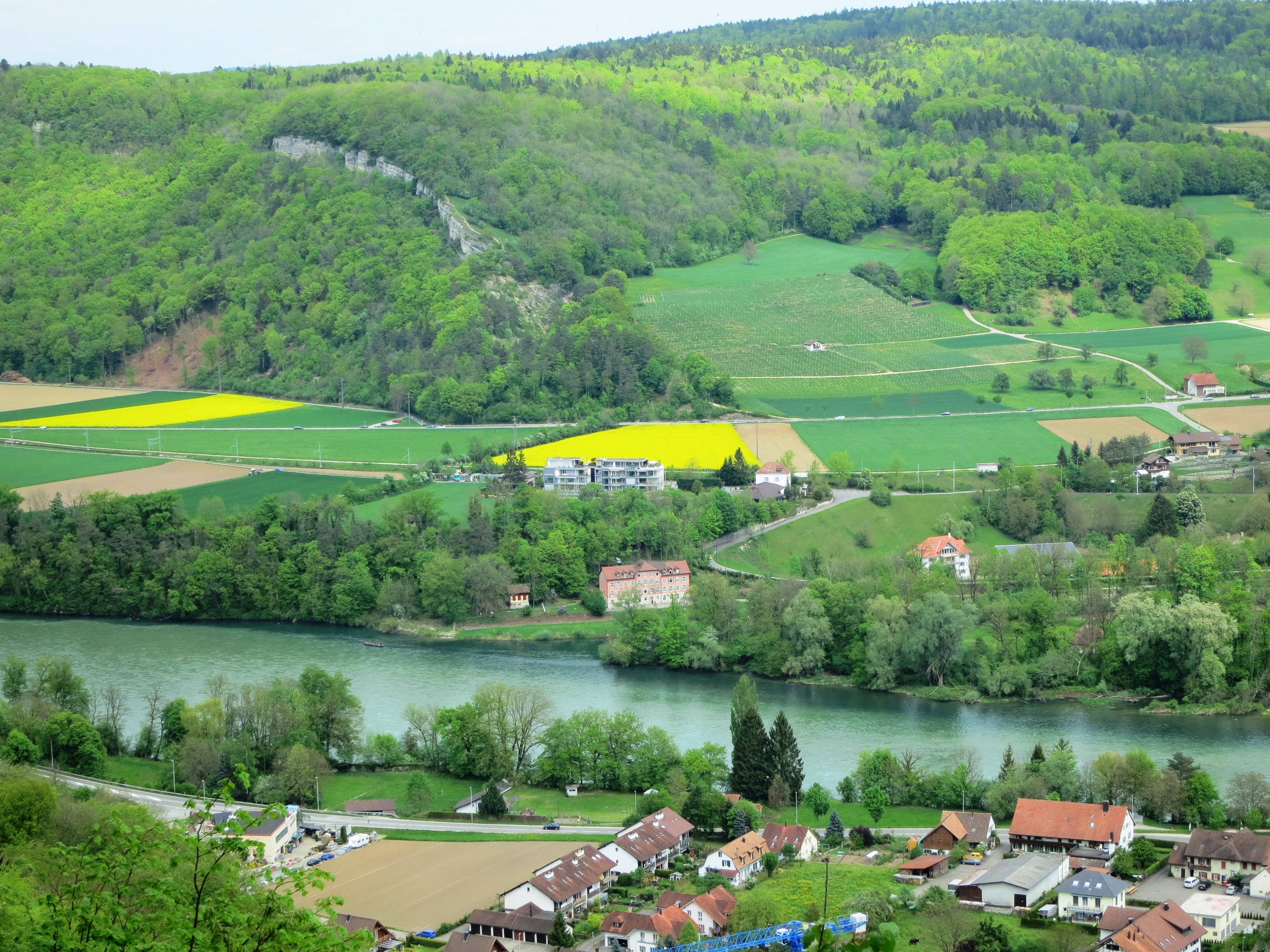
Iberig mit Iflue und Aare